# Passage Duris
Pour les articles homonymes, voir Duris.
Le passage Duris est une voie du 20e arrondissement de Paris, en France.

## Situation et accès
Le passage Duris est situé dans le 20e arrondissement de Paris. Il débute au 7, rue Duris et se termine au 12, rue Jacques-Prévert.

## Origine du nom

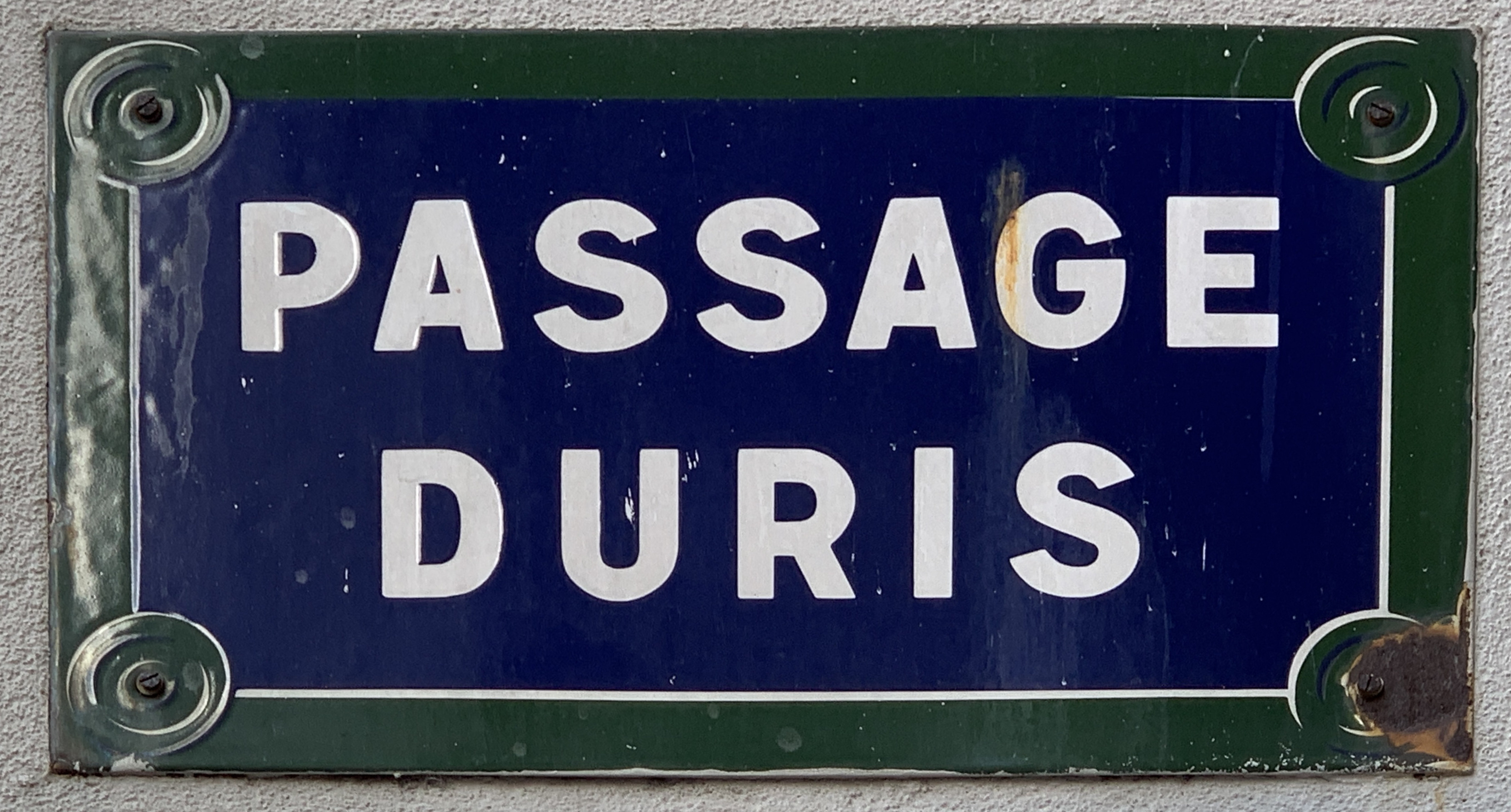
Plaque du passage.

La voie tirerait son nom de celui d'un ancien propriétaire local.

## Historique
Provisoirement dénommée « voie DJ/20 », elle prend sa dénomination actuelle par un décret municipal du 24 février 1986.